# 地球超载日

地球超载日日期的演变

地球超载日（英語：Earth Overshoot Day，EOD ），又称作生态负债日（英語：Ecological Debt Day，EDD），是一个计算出的日期，它表示在这一天，人类的资源消耗超过了地球本年度再生这些资源的能力。“超载”表示人类人口的需求超过地球上再生生物资源的可持续水平。从经济角度看，每年的地球超载日表示地球的本年度再生预算在这天耗尽，人类进入环境赤字支出。 地球超载日的计算方法是世界生物承載力（本年度地球产生的自然资源量）除以世界生態足跡（当年人类对地球自然资源的消费），再乘以365（闰年为366），即一年中的天数：
{\displaystyle {\frac {\text{world biocapacity}}{\text{world ecological footprint}}}\times 365={\text{EOD}}}
2020年，由于冠状病毒在全球范围内引发大规模封锁，计算出的超载日落在8月22日（比2019年晚了三周多）。全球足跡網絡主席称， COVID-19大流行本身就是“生态失衡”的表现之一。
地球超载日由全球足迹网络计算，是一项得到数十家其他非营利组织支持的活动。有关全球足迹网络的计算和国家生态足迹的信息可在线获取。

## 背景
英国智庫新经济基金会的安德鲁·西姆斯最早提出了地球超载日的概念。全球足跡網絡是新经济基金会的合作伙伴组织，每年都会发起地球超载日活动，以提高人们对地球资源限度的认识。全球足迹网络衡量人类对自然资源和生态服务的需求和供应。他们估计，2022年，在不到七个月的时间里，人类对大自然的需求就超过了地球生态系统全年的再生能力。人类需求包括所有竞争地球表面再生能力的需求，例如可再生資源、 CO2封存和城市空间。
根据全球足迹网络的研究，在人类历史的大部分时间里，人类利用自然资源建造城市和道路、提供食物、制造产品、排放二氧化碳的速度完全在地球预算范围内。但到了20世纪70年代初，临界点已经突破：人类的消耗量开始超过地球的再生能力。按照他们的说法，目前人类对资源的需求量相当于1.7个地球以上。数据显示，我们可能在21世纪中叶之前就需要相当于两个地球的资源。他们指出，资源枯竭的代价正变得越来越明显。气候变化（由温室气体排放导致）的后果最为明显，影响最为广泛。其他生物物理影响包括：森林砍伐、物种丧失、水土流失或渔业崩溃。这种资源不安全会导致经济压力（如货币通胀）和冲突（如内乱）。
全球足迹网络认为，生态足迹账户记录了人类需求与再生能力之间的差距。他们说，现在的需求已经超过了地球的再生能力。他们承认核算方法有改进空间，还可增加更多细节，认为目前应用在各国的计算方法通常低估了人类需求，因为并非所有方面都得到了衡量（联合国数据存在差距）。他们还声称高估了生物承载力，因为很难确定当前的再生量中有多少是以未来量的减少为代价的（例如过度使用地下水或水土流失的情况）。全球足迹网络的创始人兼总裁Mathis Wackernagel表示，农田的土壤退化可以包含在计算地球超载日的生态足迹账户中，但这“需要联合国数据集中不存在的数据集”。因此，他们称，生态足迹账户是仅定义可持续性最低条件的指标，并且人类对地球的影响可能高于他们的账户所揭示的结果。

## 延伸阅读
- Catton, William R. Jr. (1980). "Overshoot: The Ecological Basis of Revolutionary Change". Urbana: University of Illinois Press. ISBN 0-252-00818-9ISBN 0-252-00818-9.
- Easterling, William E. . Proceedings of the National Academy of Sciences. 2007, 104 (50): 19679. PMC 2148356 . PMID 18077399. doi:10.1073/pnas.0710388104 .
- Khanna, Parag. . New York: Random House. 2008. ISBN 978-81-7036-406-1.
- . EurActiv.com. 2004-10-26  [2023-05-19]. （原始内容存档于2023-05-19）.
- Wackernagel, Mathis; Schulz, Niels B.; Deumling, Diana; Linares, Alejandro C.; Jenkins, Martin; Kapos, Valerie; Monfreda, Chad; Loh, Jonathan; Myers, Norman; Norgaard, Richard; Randers, Jorgen. . Proceedings of the National Academy of Sciences. 2002, 99 (14): 9266–9271. Bibcode:2002PNAS...99.9266W. PMC 123129 . PMID 12089326. doi:10.1073/pnas.142033699 .
- Damassa, Tom. . EarthTrends Environmental Information. 2006-10-26. （原始内容存档于2006-11-09）.
- Futehally, Ilmas. . Strategic Foresight Group.   [2023-05-19]. （原始内容存档于2023-05-19）.